# Heinrich Keimig
Heinrich Keimig (12 de junio de 1913 - 15 de enero de 1966) fue un jugador de balonmano alemán. Fue un componente de la Selección de balonmano de Alemania.
Con la selección logró la medalla de oro en los Juegos Olímpicos de Berlín 1936, los primeros con el balonmano como deporte olímpico.